# Heiligkreuz (Wartmannsroth)
Heiligkreuz ist ein Gemeindeteil der Gemeinde Wartmannsroth im unterfränkischen Landkreis Bad Kissingen in Bayern.

## Geographische Lage
Das Kirchdorf Heiligkreuz liegt nordwestlich von Wartmannsroth in einer Senke vom Omerz und Roter Berg und an der Schondra. Die durch den Ort verlaufende Kreisstraße KG 27 führt nordwärts nach Detter (Ortsteil von Zeitlofs) und in südöstlicher Richtung nach Völkersleier.

## Geschichte
Am 7. Januar 777 ging das Königsgut Hammelburg, zu dem auch das Gebiet des heutigen Heiligkreuz gehörte, als Schenkung an das Kloster Fulda. Nach der Anwesenheit von keltischen und germanischen Stämmen sollen sich Mönche des Klosters Schlüchtern im Heiligkreuzer Gebiet niedergelassen haben. Ab 1059 gehört Heiligkreuz zum Wildbannbezirk des Klosters Fulda. In dieser Zeit wurde Heiligkreuz durch die Herren von Grumbach, Steckelberg und Hutten besiedelt. Nach Einheiratung der Herren von Thüngen in die Familie Steckelberg nahmen sie im Jahr 1525 Heiligkreuz und weitere Orte in ihren Besitz. Im Lauf der Zeit wechselte der Besitz an dem Ort zwischen dem Kloster Fulda, dem Juliusspital und der Familie Thüngen.
Die Heiligkreuzer Kirche entstand im 16. Jahrhundert und soll von Mönchen des Klosters Schlüchtern während ihrer Besiedelung von Heiligkreuz  errichtet worden sein. Im Jahre 1553 wurde der zu dieser Zeit im Besitz der Familie Thüngen befindliche Ort evangelisch; zu dieser Zeit war Heiligkreuz als bedeutender Wallfahrtsort bekannt. Im Jahr 1565 trat die „Gräfendorfer Kirchenordnung“ in Kraft.
Unter den Pestepidemien, die Heiligkreuz heimsuchten, soll die von 1575 die gravierendsten Folgen für den Ort gehabt haben.
Nach dem Dreißigjährigen Krieg gehörte Heiligkreuz zur Pfarrei Geroda und ab 1745 zu Weißenbach; seit 1929 ist Heiligkreuz selbstständige Tochtergemeinde von Weißenbach.
Ab dem Jahr 1814 gehörte Heiligkreuz zum Königreich Bayern.
Im Rahmen der Gebietsreform in Bayern wurde Heiligkreuz am 1. Juli 1972 nach Wartmannsroth eingemeindet.